# Quartier du Jardin des Plantes
Das Quartier du Jardin des Plantes ist das 18. der 80 Quartiers (Stadtviertel) im 5. Arrondissement von Paris.

Die Stadtviertel im 5. Arrondissement

## Lage
Der Verwaltungsbezirk im 5. Arrondissement von Paris wird von folgenden Straßen begrenzt:
- Westen: Rue Mouffetard und Rue Pascal.
- Nordosten: Seine
- Osten: Boulevard de l’Hôpital
- Südosten: Boulevard Saint-Marcel
- Süden: ein Teil des Boulevard de Port-Royal,
- Nordwesten: Rue Cuvier und Rue Lacépède

## Namensursprung
Da der Jardin des Plantes die größte Fläche des Viertels belegt, wurde es nach diesem benannt. So tragen auch viele Straßen hier und im benachbarten Quartier Saint-Victor Namen von Naturwissenschaftlern des Jardin royal des plantes médicinales, der zum Muséum national d’histoire naturelle wurde: Buffon, Cuvier, Daubenton, Geoffroy Saint-Hilaire, Guy de La Brosse, Jussieu, Lacépède…

## Geschichte
Das Quartier ist praktisch die Zusammenlegung verschiedener Wohnbezirke, die im Laufe der Zeit renoviert wurden: Teilbereiche des Faubourg Saint-Marcel, das Gebiet Alez, Faubourg Saint-Médard und auch das große Gebiet des  Jardin des Plantes. – Und die Erneuerung wird auch in der Gegenwart fortgesetzt.

## Sehenswürdigkeiten
- Le Jardin des Plantes mit dem Muséum national d’histoire naturelle
- Église Saint-Médard
- Université Sorbonne-Nouvelle (Paris III)
- Grande Mosquée de Paris